# Sphinx Valley
Das Sphinx Valley ist ein seichtes und 1,5 km langes Tal im ostantarktischen Viktorialand. In der Royal Society Range verläuft es nordwestlich und parallel zum Columnar Valley und endet unmittelbar westlich des Gipfels des Table Mountain.
Alan Sherwood, Leiter der von 1987 bis 1988 dauernden Kampagne des New Zealand Geological Survey, gab ihm seinen  Namen. Namensgebend ist eine Felsformation an der nordwestlichen Wand des Tals, die an eine äqyptische Sphinx erinnert.